# مولد الزوابع

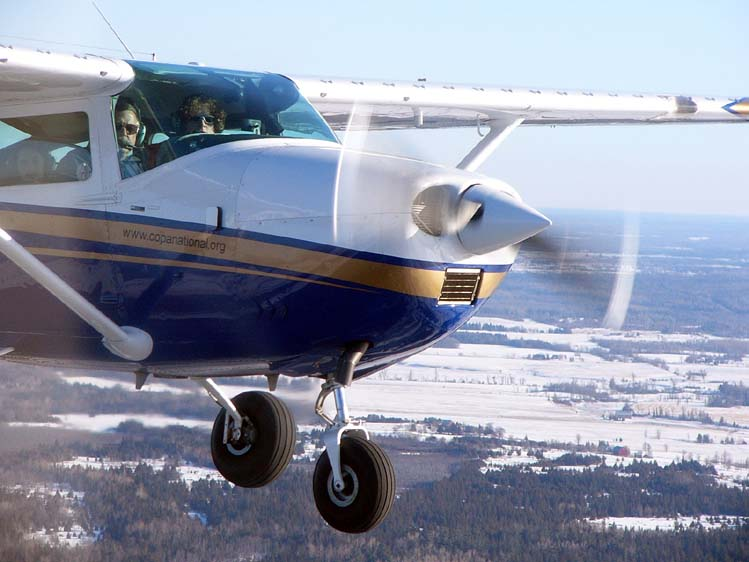
الطائرة سيسنا 182 K طراز 1967 أثناء الطيران لعرض مولدات الزوابع على الحافة الأمامية المستديرة في السوق الثانوية

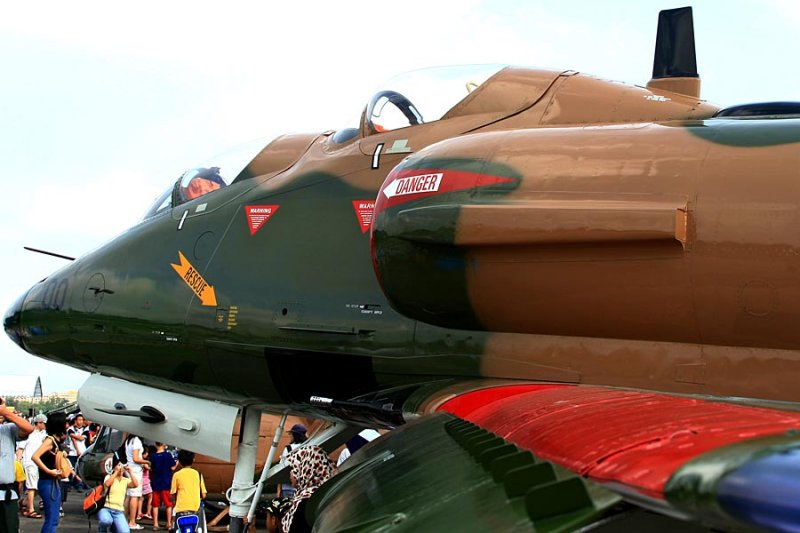
الطائرة تي أيه 4 إس يو سكاي هوك سوبر تظهر صفًا من مولدات الزوابع على سدفة الحافة الأمامية المستديرة المدلاة.

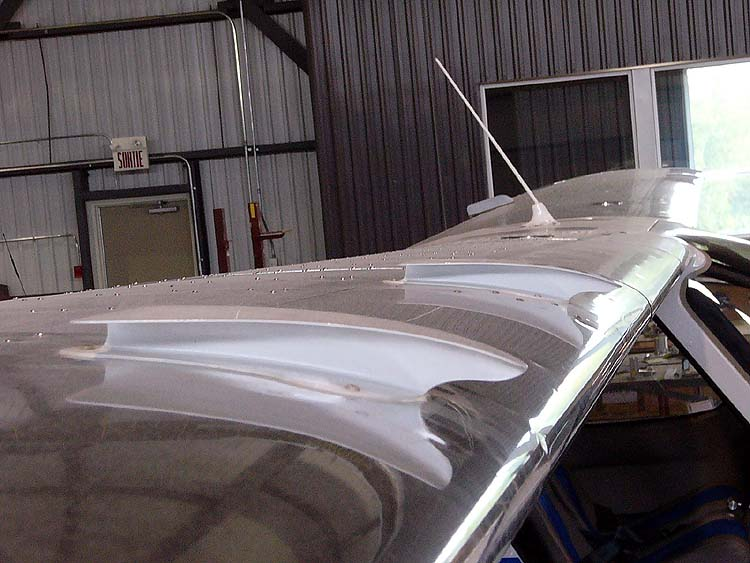
صُممت الطائرة سيمفوني إس أيه -160 باستخدام مولدات الزوابع غير العادية على جناح الطائرة لضمان فعالية الجنيح أثناء انهيار الطائرة

إن مولد الزوابع (VG) عبارة عن سطح هوائي متحرك يتكون من ريشة مروحة صغيرة أو جيب هوائي ينتج زوبعة. توجد مولدات الزوابع في العديد من الأجهزة، لكن يستخدم هذا المصطلح غالبًا في تصميم المركبة الجوية.
تعيق مولدات الزوابع فصل التدفق وفقد السرعة الديناميكية الهوائية، ومن ثم تزيد كفاءة الأجنحة وأسطح التحكم (مثل، إمبرير 170 وسيمفوني إس أيه 160). في تصميمات السرعة حول الصوتية للجناح الملتوي، يتم تخفيف مشكلات انهيار موجات الصدمة المحتملة (مثل هارير وبلاكبيرن باوكانيير وجلوستر جافلين).

## طريقة العمل
تستخدم مولدات الزوابع في الأغلب لإعاقة فصل التدفق. وللتغلب على تلك المشكلة، توضع تلك المولدات على الأسطح الخارجية للمركبات. فيتم تركيبها في الطائرة على الثلث الأمامي من الجناح للحفاظ على التدفق الثابت للهواء عبر أسطح التحكم عند الحافة الخلفية. وبصورة نموذجية تكون تلك المولدات مثلثية أو مستطيلة الشكل ويبلغ طول المولد ما يقرب من 80% من طول الطبقة الحدية, ويعمل في خطوط عريضة بالقرب من أكثر الأجزاء سمكًا في الجناح. ويمكن رؤية تلك المولدات على الأجنحة والذيول العمودية في العديد من الطائرات النظامية. وتوضع مولدات الزوابع بصورة غير مباشرة بحيث يكون لها زاوية مواجهة تتناسب مع تدفق الهواء الموضعي.
يُكون مولد الزوابع زوبعة طرفية تجذب الهواء الطاقوي سريعة الحركة من خارج الطبقة الحدية بطيئة الحركة لتتصل بهيكل الطائرة. يزيد سمك الطبقة الحدية بصورة طبيعية بينما تتحرك عبر سطح الطائرة، مما يحد من فعالية أسطح التحكم في الحافة الخلفية؛ فهنا يمكن استخدام مولدات الزوابع لعلاج هذه المشكلة، من بين أساليب علاج تلك المشكلة، من خلال «إعادة تزويد الطبقة الحدية بالطاقة».

## التركيب بعد البيع
يوجد في العديد من الطائرات مولدات زوابع ذات ريشة مروحة تم تركيبها عند تصنيع الطائرة، ولكن هناك أيضًا موردون ما بعد البيع يقومون ببيع مجموعة مولدات زوابع لتحسين أداء الإقلاع والهبوط القصير في بعض الطائرات الخفيفة. ويقول الموردون بعد البيع أن (i) مولدات الزوابع تخفض سرعة الانهيار وتخفض سرعة الإقلاع والهبوط، و(ii) أن مولدات الزوابع تزيد من فعالية الجنيحات والرافعات والدفات، ومن ثم تتحسن القدرة على التحكم ويزيد مستوى السلامة عند السرعات المنخفصة. وبالنسبة للطائرات من صنع الهواة والطائرات التجريبية، تكون مولدات الزوابع زهيدة الثمن ومنخفضة التكاليف ويمكن تركيبها بسرعة؛ أما بالنسبة لأجهزة الطائرات المعتمدة، تكون تكاليف الاعتماد مرتفعة، وبهذا تكون الطائرات باهظة الثمن نسبيًا.
يقوم مالكو الطائرات بتركيب مولدات الزوابع بعد البيع لكسب فوائد السرعات المنخفضة، ولكن هناك مشكلة تتعلق بهذا الأمر وهو أن مولدات الزوابع تلك قد تخفض سرعة الرحلة قليلاً, ففي الاختبارات التي أجريت على الطائرة سيسنا 182 وبيبر شيروكي بي أيه 28-235، سجل المراقبون المستقلون خسارة في سرعة الرحلة من 1.5 إلى 2.0 عقدة (2.8 إلى 3.7 كم/س). بيد أن تلك الانخفاضات صغيرة نسبيًا، حيث تكون زاوية المواجهة لجناح الطائرة صغيرة عند السرعات العالية، وبهذا ينخفض سحب مولد الزوابع إلى أدنى حد ممكن.
لقد ذكر مالكو الطائرات أنه على الأرض، يكون من الصعب إزالة الثلوج والجليد من سطح الجناح في ظل وجود مولد الزوابع أكثر من الجناح السلس، ولكن مولدات الزوابع لا تميل نحو تكوين جليد داخل الطائرة حيث تستقر داخل الطبقة الحدية لتدفق الهواء. قد يوجد أيضًا في مولدات الزوابع حواف حادة يمكنها تمزيق أنسجة أغطية إطار الطائرة وبهذا فإنها تحتاج إلى صناعة أغطية خاصة بها.
بالنسبة للطائرات ذات المحركين، تقول جهات التصنيع إن مولدات الزوابع تخفض التحكم في سرعة محرك واحد, (السرعة الجوية) وتزيد وزن الطائرة دون الوقود وإجمالي الوزن، ويحسن كفاءة الجنيح والدفة, ويحقق قيادة سلسة في المطبات الهوائية ويجعل الطائرة منصة أدوات أكثر استقرارًا